# Adam (film 2020)
Adam è un film del 2020 diretto da Michael Uppendahl.

## Trama
Adam Niskar è un giovane broker di successo che diventa tetraplegico dopo un incidente.

## Produzione
Il film è stato girato a Detroit nel 2010, ben dieci anni prima della distribuzione nelle sale.